# ITunes Ping
iTunes Ping (также известен как Ping) – встроенная в iTunes и iOS, музыкально-ориентированная социальная сеть, разработанная и поддерживаемая компанией Apple. Была презентована 1 сентября 2010 года в рамках глобального обновления iTunes. Сервис был запущен в 23 странах мира.
Сеть позволяла пользователям следить за музыкантами, узнавать о новых концертах, альбомах, искать друзей по музыкальным интересам. Ping также был доступен через iTunes для iPhone, iPod touch и iPad.
Apple официально закрыла службу 30 сентября 2012 года. Заменой Ping выступила интеграция iTunes с Facebook и Twitter.

## Сервис
Пользователям Ping, доступна информация о покупках, понравившихся песнях или альбомах своих друзей. Также зарегистрированные пользователи получают персонализированные хит-парады – список, который показывает, что другие люди с аналогичным вкусом в музыке, слушают через iTunes. Кроме того, пользователи будут проинформированы о том, что их друзья купили билеты, собираются или посетили концерт музыкального исполнителя.

## История

### Презентация
Бывший глава компании Apple, Стив Джобс, заявил, что Ping, это как «вроде Facebook и Twitter встретились iTunes» но «Ping не Facebook» и это «не Twitter»,   он охарактеризовал его как «что-то новое в музыке». Многие полагают, что Ping был призван конкурировать с MySpace, которая, несмотря на свои убытки, все еще держится за свою музыкальную ориентированность.

### Имя
После презентации Ping, Karsten Manufacturing, материнская компания PING, производитель гольф оборудования, выступила с заявлением по поводу названия социальной сети, заявив, что они имеют соглашение с Apple, в соответствии с которым, компания будет использовать товарный знак Ping вместе с iTunes. Название также вызвало незначительную путаницу, поскольку термин ping, уже широко используются пользователями, как утилита для проверки соединений в сетях.

### Закрытие
Apple закрыла службу 30 сентября 2012 года и заменила её интеграцией iTunes с Facebook и Twitter. Ping не удалось получить большого одобрения пользователей. Социальная сеть осталась работать c iTunes до версии 10.6.3.

## Претензии

### Спам
Через сутки после того, как Ping был запущен для общественности, были опубликованы доклады службы борьбы со спамом. Мошенники создали iTunes профиль и размещали ссылки на вредоносные сайты, которые обещали Бесплатный iPhone или Бесплатный iPad в обмен на заполнение онлайн-опросов. По большей части, эти подозрительные ссылки  были размещены в комментариях разделов популярных артистов в Ping, таких как Бритни Спирс, Леди Гага, Кэти Перри и U2, они являются одними из рекомендуемых артистов, перечисленных на домашней странице Ping.
Поставщик безопасности Sophos выразил своё недовольство: Apple не создали URL фильтрацию в сети, оставив службу открытой для спама в комментариях. PC World отметил, что претензии компании Sophos верны. Волна спама в Ping, очень удивила, учитывая, что Apple установила фильтрацию фотографий профиля.

### Поддельные аккаунты
2 сентября 2010 года, певец и автор песен Бен Фолдс сообщил через Twitter, что учетная запись в Ping была создана от его имени, и он не знает, кто её создал. Грэм Клули, старший консультант по технологиям компании Sophos, сказал, что это создали мошенники, так как информация с профиля быстро распространяется через такие сайты, как Facebook, очевидно, что отсутствие фильтрации в Ping делает её новой площадкой для мошенников.

### Ограниченная доступность
Служба была изначально доступна в 23 странах, где пользователи имеют полный доступ в магазин iTunes. Таким образом, пользователи в странах с ограниченным или отсутствующим доступом в магазин, таких как Россия, Украина, Чехия, Хорватия, Индия, доступа к Ping нет.